# تسایتلوفس
تسایتلوفس (به آلمانی: Zeitlofs) یک منطقهٔ مسکونی در آلمان است که در Bad Kissingen واقع شده‌است. تسایتلوفس ۲٬۲۳۱ نفر جمعیت دارد.